# Dendrolagus matschiei
El canguro arborícola de Huon (Dendrolagus matschiei) es una especie de marsupial diprotodonto de la familia de los Macropodidae endémico de la península de Huon, al noreste de Nueva Guinea. La IUCN lo clasifica como "especie en peligro". Su número en libertad es de menos de 2500 ejemplares. Su nombre científico es en honor del biólogo alemán Paul Matschie.

## Características

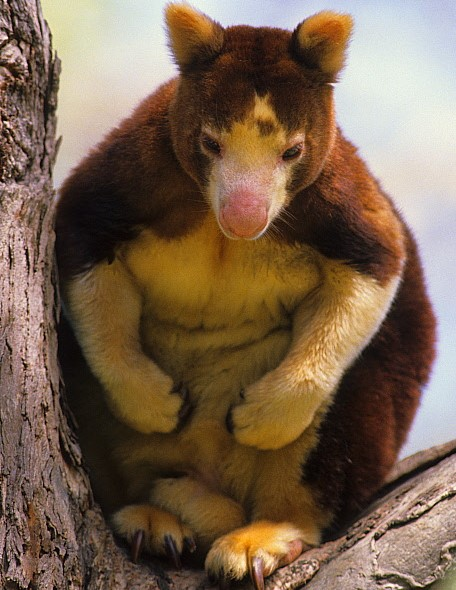
Acercamiento.

Su cuerpo mide de 50 a 80 cm y son más pequeños que los canguros arborícolas australianos. Los machos adultos pesan 9–11 kg. y las hembras 7–9 kg. Tienen el vientre blanco crema, y la espalda marrón oscuro.

## Ecología y comportamiento

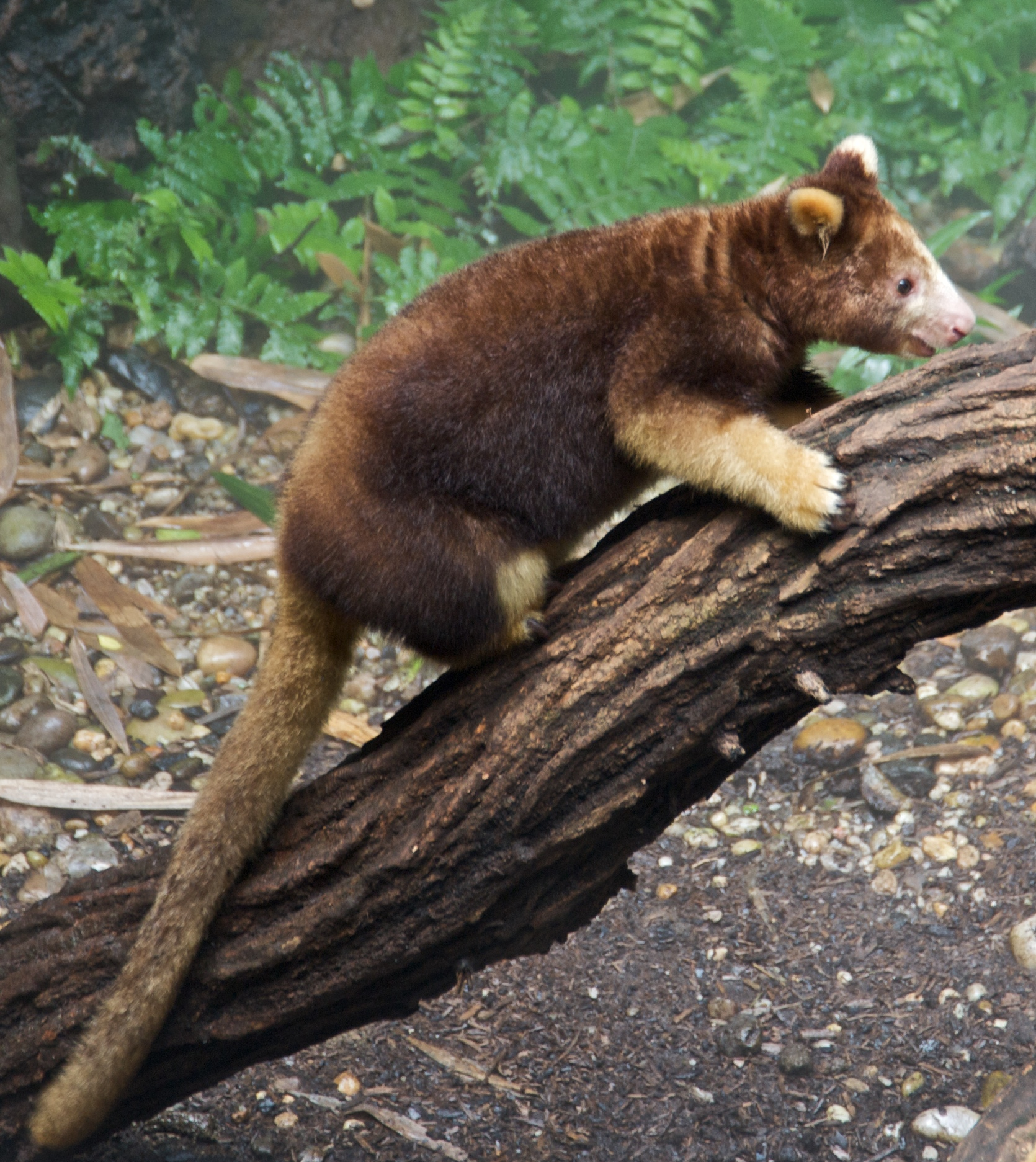
Canguro arbóreo Matschies Dendrolagus matschiei en el Zoológico del Bronx.

La especie vive en bosques lluviosos de montaña, a altitudes de entre 1.000 y 3.300 m s. n. m. Tienden a vivir solos o en grupos muy pequeños, usualmente solo una pareja y su cría. Están muy bien adaptados a la vida en los árboles y apenas bajan al suelo. El animal no suda, pero lame sus antebrazos para provocar el mismo efecto. En libertad usualmente se alimenta de hojas, frutas y musgos.
No poseen un periodo determinado para criar. La gestación dura 41 días. En cautiverio la cría puede vivir en el marsupio hasta 44 semanas.

## Estado de conservación
El animal se encuentra clasificado "en Peligro". Sus principales amenazas son la caza indiscriminada de los habitantes locales con fines alimenticios, y la pérdida de territorio, pues los bosques son convertidos en cafetales.